# إدسون فيليبي دا كروز
إدسون فيليبي دا كروز (بالبرتغالية: Edson Felipe da Cruz) هو لاعب كرة قدم برازيلي، ولد في 1 يوليو 1991 في توروس في البرازيل. لعب مع غريميو بورتو أليغرينزي ونادي أيه بي سي ونادي ساو بيرناردو ونادي فلومينينسي ونادي القادسية السعودي و نادي العدالة السعودي.

## وصلات خارجية
- إدسون فيليبي دا كروز على موقع قاعدة بيانات كرة القدم.إي يو (الإنجليزية)
- إدسون فيليبي دا كروز على موقع Soccerway.com (الإنجليزية)